# Justicia bakeri
Justicia bakeri är en akantusväxtart som beskrevs av S. Elliot. Justicia bakeri ingår i släktet Justicia och familjen akantusväxter. Inga underarter finns listade i Catalogue of Life.